# Kalendarium historii Wiednia
Kalendarium przedstawia dzieje Wiednia ułożone chronologicznie od momentu założenia miasta aż po czasy współczesne.

## Przekrój historii miasta
- osada celtycka założona przez Bojów w V wieku p.n.e.
- 15 p.n.e. – zajęcie przez Rzymian obszarów po Dunaj i założenie obozu X Legionu o nazwie Castrum Vindobona
- 180 – domniemane miejsce śmierci cesarza Marka Aureliusza
- 433 – opuszczenie osady przez Rzymian wobec najazdu Hunów
- 1156 – margrabia Marchii Wschodniej Henryk II Jasomirgott zostaje podniesiony do rangi księcia; jego rezydencją jest Wiedeń[1]
- 1221 – prawa miejskie[potrzebny przypis]
- 1251 – objęcie władzy nad Wiedniem przez króla czeskiego Przemysła Ottokara II
- 1278 – pod panowaniem dynastii Habsburgów
- 1356-1365 – rządy Rudolfa IV - założenie uniwersytetu i rozpoczęcie budowy katedry
- 1485 – zajęcie miasta przez króla Węgier Macieja Korwina
- 1490 – odzyskanie miasta przez Habsburgów po śmierci Macieja Korwina[1]
- 1515 – zjazd wiedeński z udziałem króla Polski Zygmunta Starego, króla Czech i Węgier Władysława Jagiellończyka i cesarza rzymskiego Maksymiliana Habsburga

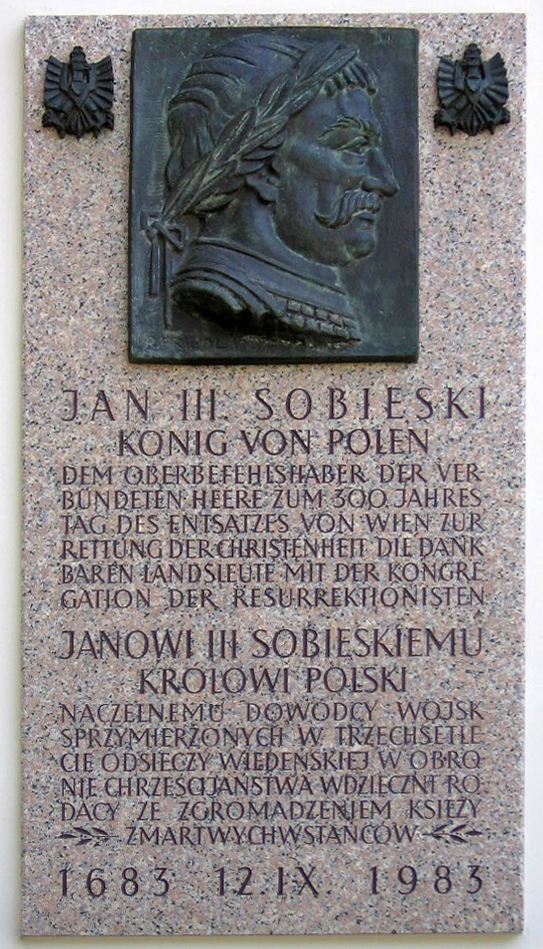
Tablica upamiętniająca króla Jana III Sobieskiego umieszczona na Kahlenbergu

- 1529 – pierwsze oblężenie Wiednia przez Turków[1], zakończone w wyniku działań wojennych toczonych na Węgrzech i wojny z Persją Safawidów
- 1556 – sprowadzenie do luterańskiego w 80% miasta jezuitów[1]
- 1619 – oblężenie Wiednia podczas wojny trzydziestoletniej przez Gabora Bethlena. Atak lisowczyków, wysłanych przez Zygmunta III Wazę, doprowadził do wycofania się jego oddziałów spod stolicy Habsburgów.
- 1679 – epidemia dżumy (70 000 ofiar)[1]
- 1683 – oblężenie przez Turków; odsiecz dla Wiednia z udziałem króla Polski Jana III Sobieskiego
- od 1683 – Turcy w ucieczce spod stolicy Austrii pozostawili w obozie olbrzymie bogactwa w postaci zwierząt, wyposażenia i dóbr materialnych (złoto, srebro, kamienie szlachetne)[1], lecz przede wszystkim kawy; odtąd w mieście zaczęły powstawać kawiarnie, stając się ulubionym miejscem spędzania czasu
- przełom XVII i XVIII wieku – odbudowa i rozbudowa miasta, powstanie Schönbrunnu i Belwederu[1]
- 1711-1740 – panowanie Karola VI - powstanie Zimowej Szkoły Jazdy i kościoła Karola Boromeusza[1]
- 1719 – zaręczyny i ślub przyszłego króla Polski Augusta III i Marii Józefy[2]
- w okresie klasycyzmu sławny ośrodek muzyczny, głównie dzięki trzem tworzącym tam wówczas geniuszom muzycznym: klasykom wiedeńskim Beethovenowi, Haydnowi i Mozartowi
- 1809 – zajęcie miasta przez Napoleona I po dwudniowym oblężeniu i śmierci 23 cywili (10-11 maja)[1]
- 1814–1815 – kongres wiedeński[1]
- 1848 – Wiosna Ludów – miasto pokryte barykadami – rodzina cesarska ucieka ze stolicy; po kilku miesiącach rewolucję tłumią wojska rządowe[1]
- 1848–1916 – panowanie Franciszka Józefa I – okres rozkwitu miasta i jego gruntownej przebudowy: w 2. połowie XIX wieku zburzono mury miejskie oraz wybudowano Ring – reprezentacyjną arterię obiegającą Stare Miasto[1]
- 1873 – kryzys gospodarczy, czasowe wstrzymanie budowy reprezentacyjnych obiektów i początek rozwoju antysemityzmu[1]
- 1902 – Franciszek Trześniewski otwiera jedną z najpopularniejszych wiedeńskich restauracji
- przed I wojną światową Wiedeń czwartym pod względem liczby mieszkańców (ponad 2 mln)[1] miastem Europy. Rozwój nauki i sztuki (Arnold Schönberg, Gustav Mahler, Gustav Klimt, Sigmund Freud, Egon Schiele, Oskar Kokoschka)[1]
- 1918 – stolica Republiki Austrii
- 1919-1934 – rządy socjaldemokratów w mieście (Rotes Wien), budowa osiedli mieszkaniowych, m.in. Karl-Marx-Hof
- 1927 – zamieszki pod Pałacem Sprawiedliwości, śmierć 89 osób[1]
- 1933-1934 – delegalizacja partii komunistycznej, nazistowskiej i socjaldemokratycznej, walki uliczne i zabójstwo kanclerza Engelberta Dollfußa[1]
- 1938 – włączenie do Niemiec i utrata statusu miasta stołecznego, Noc kryształowa[1]
- 1944 – początek alianckich bombardowań strategicznych miasta, które przyniosły śmierć 9 tys. osób i zniszczenie (całkowite lub częściowe) opery, Belwederu, Burgtheater, ratusza, parlamentu, Schönbrunnu i uniwersytetu[1]
- 1945 – zajęcie miasta przez Armię Czerwoną, zniszczenie przez radziecką artylerię katedry, rabunek mieszkańców i gwałty na kobietach. Podział miasta na 5 sektorów okupacyjnych (Innere Stadt strefą wspólną). Powołanie rządu tymczasowego[1]
- 1947 i 1950 – próby komunistycznego puczu[1]
- 1955 – podpisanie w Belwederze austriackiego traktatu państwowego, przywrócenie suwerenności Austrii[1]
- 1976 – otwarcie metra
- 2012 – otwarcie nowego, centralnego dworca kolejowego Wien Hauptbahnhof